# 남마타벨랜드주

남마타벨랜드 주의 위치

남마타벨랜드주(Matabeleland South Province)는 짐바브웨 남서부에 위치한 주로, 주도는 관다이며 면적은 54,172km2, 인구는 650,000명(2002년 기준)이다. 서쪽으로는 보츠와나, 남쪽으로는 남아프리카 공화국과 국경을 맞대고 있으며 6개 구(베이트브리지, 불릴리마망궤, 관다, 인시자, 마토보, 움징과네)를 관할한다. 칼라하리 사막 가장자리에 위치하고 있어서 건조한 기후를 띤다.

## 같이 보기
- 불라와요
- 짐바브웨의 행정 구역